# Wachruschewe
Wachruschewe (ukrainisch Вахрушеве – ukrainisch offiziell seit dem 12. Mai 2016 Bokowo-Chrustalne/Боково-Хрустальне; russisch Вахрушево/Wachruschewo) ist eine Stadt im Osten der Ukraine mit etwa 12.000 Einwohnern.

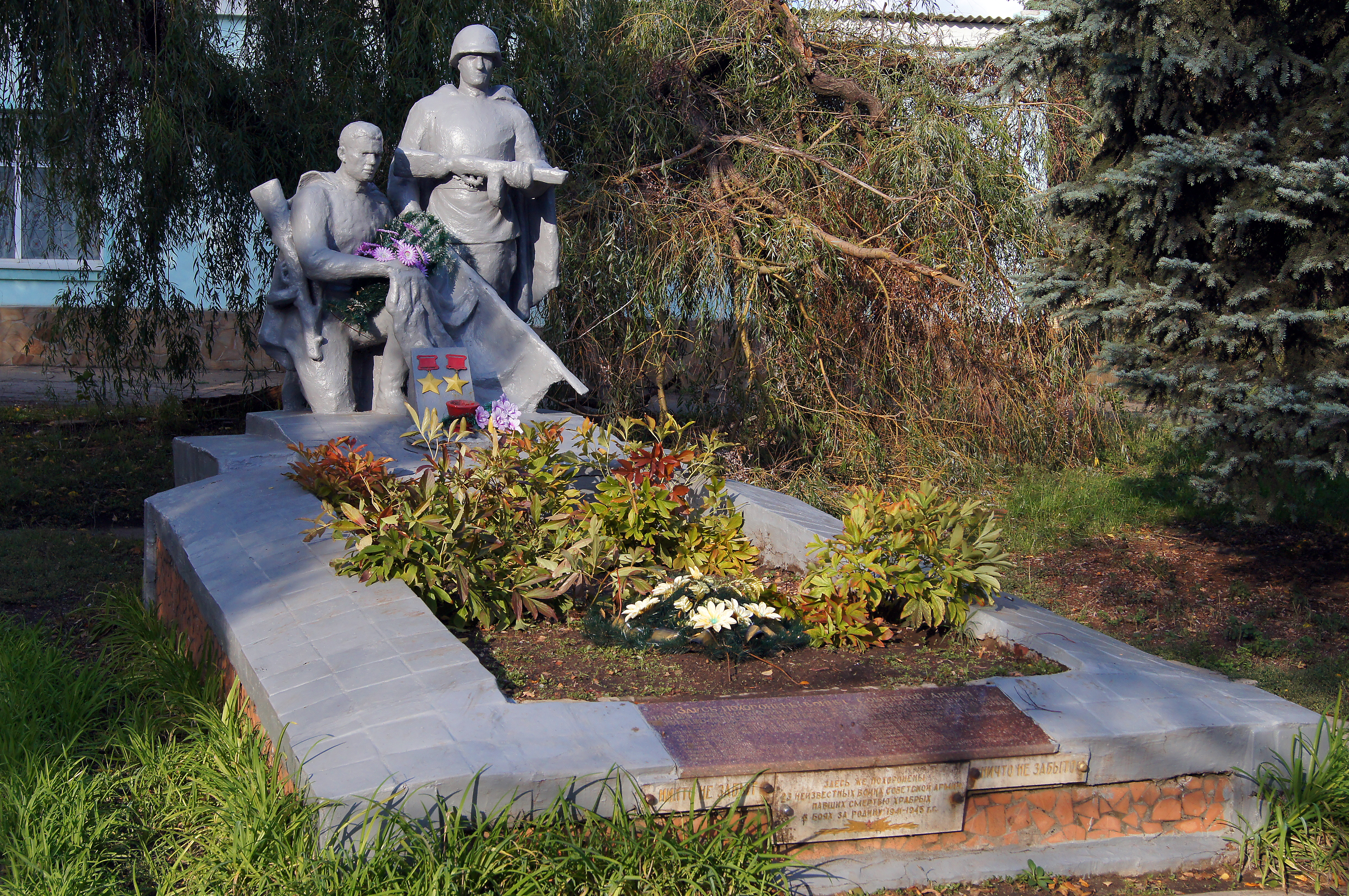
Denkmal für gefallene Sowjetsoldaten im Ort

Der Ort ist im Westen der Oblast Luhansk, etwa 8 Kilometer westlich der Stadt Krasnyj Lutsch und 58 Kilometer südwestlich der Oblasthauptstadt Luhansk nördlich des Flusses Mius gelegen. Die Grenze zu Russland verläuft unmittelbar südlich des Stadtgebietes.
Zur Stadtratsgemeinde, die ein Teil der Stadtgemeinde von Krasnyj Lutsch ist, zählt auch die Siedlung städtischen Typs Sadowo-Chrustalnenskyj sowie die Ansiedlung Trubnyj (Трубний).
Wachruschewe entstand 1954 durch den Zusammenschluss mehrerer Bergbausiedlungen, die in der Gegend seit 1914 entstanden. 1963 erhielt der Ort den Stadtstatus zuerkannt, der Name geht auf den sowjetischen Politiker Wassili Wachruschew zurück.
Seit Sommer 2014 ist die Stadt im Verlauf des Ukrainekrieges durch Separatisten der Volksrepublik Lugansk besetzt.